# 형식주의 (수학)
수학철학에서, 형식주의(영어: formalism)란 수학과 논리학은 잘 정립된 추론 규칙을 사용하여 문자열을 조작하는 행위에 지나지 않는다는 관점이다.
형식주의에 따르면, 수학의 명제는 (물리학의 명제가 물질을 다루는 것과 같은 의미에서) 숫자, 집합, 삼각형 등 수학적 대상을 실제로 "다루는" 것이 아니다. 수학적 명제는 단순히 구문적 표현, 즉 명시적 규칙에 따라 조작된 형식 기호들의 문자열일 뿐, 그 이상의 내재적 의미는 없다. 이러한 기호 표현은 우리가 해석(또는 의미론)을 부여할 때에만 의미를 획득한다. 이는 체스 말이 현실 세계의 실체를 나타내지 않고 이동 규칙을 따르는 것과 유사하다. 이러한 관점은 수학적 대상이 현실의 어떤 추상적인 영역에 실제로 존재한다고 주장하는 수학적 실재론과 극명하게 대조된다.
형식주의는 19세기 후반에서 20세기 초반 사이에 수학의 기초에 관한 위기, 특히 집합론의 역설이나 수학 체계의 일관성에 대해 제기된 의문에 대한 반응으로서 등장했다. 형식주의는 논리주의, 직관주의와 함께 이 시기에 발전된 3가지 주요 수학철학 사조 중 하나이지만, 이보다 더 광범위한 입장을 포괄하는 용어로도 쓰인다. 형식주의의 가장 영향력 있는 옹호자는 독일의 수학자 다비트 힐베르트였는데, 그는 순전히 형식주의적인 방법으로 수학의 일관성을 확립하기 위한 힐베르트 프로그램을 개발하였다.

## 같이 보기
- 형식 체계
- 철학적 논리학